# Телеш, Валерий Николаевич
Валерий Николаевич Телеш (род. 2 июля 1939) — конструктор Тульского ЦКИБ СОО.

## Биография
Родился 2 июля 1939 года.
С 1965 года работал в ЦКИБ спортивно-охотничьего оружия, г. Тула.

## Разработки
- ГП-25 «Костер» — подствольный гранатомёт.
- «Гроза» — стрелково-гранатометный комплекс.
- РГ-6 — револьверный гранатомёт.
- 6Г27 «Балкан»
- ТКБ-0134 «Козлик» — 40-мм автоматический станковый гранатомёт.[1]
- «Пенал» — ручной одноразовый гранатомёт. (с выстрелом ВОГ-25).
- РГМ-40 «Кастет» — ручной гранатомёт калибр 40-мм

## Награды
- Государственная премия СССР (1984), премия им. С.И. Мосина (2001).